# Miszal Samaha
Miszal Fu’ad Samaha, Michel Fuad Samaha (ur. 9 września 1948 w Al-Dżuwar) – libański polityk, katolik-melchita.

## Życiorys
Michel Samaha urodził się w 1948 r. w wiosce Al-Dżuwar w dystrykcie Al-Matin. W 1964 r. wstąpił do Kata’ib, a w 1985 r. związał się z frakcją Sił Libańskich, kierowaną przez Ilego Hubajkę. Nawiązał bliskie kontakty z syryjską rodziną prezydencką al-Asadów. W latach 1992–1996 sprawował mandat deputowanego libańskiego parlamentu. W latach 1992–1995 był ministrem turystyki i informacji w rządach (ponownie 2003-2004) Rafika al-Haririego. 9 sierpnia 2012 r. został aresztowany przez libańskie siły bezpieczeństwa pod zarzutem udziału w przygotowaniach zamachów terrorystycznych na zlecenie syryjskiego wywiadu.